# Франклинит
Франклинитът е оксиден минерал, който принадлежи към серията желязо (Fe) на нормалната шпинелна подгрупа, с формула ZnFe3+2O4.
Както при магнетита, в пробите на франклинита могат да присъстват железни йони с валентност (2+) и (3+). Двувалентно желязо и/или манган (Mn) често могат да придружават цинка (Zn), а тривалентният манган може да замести някои тривалентни железни йони.
На първоначалното място на откритие, франклинитът е съпътстван от широк спектър от минерали, много от които са флуоресцентни. По-често се среща с вилемит, калцит и червен цинкит. В тези скали той се оформя като разпръснати малки черни кристали с октаедрични стени, видими на моменти. Рядко може да бъде открит като един голям добре оформен кристал.
Франклинитът е цинкова руда и вторична руда за уран, сярна киселина и живак. Тя е наименувана на местното откритие в рудниците „Франклин“ в Ню Джърси, САЩ.